# Perrault, La Fontaine, mon cul !
Perrault, La Fontaine, mon cul ! est un court métrage français réalisé par Ludovic Boukherma, Zoran Boukherma et Hugo P. Thomas, sorti en 2015.

## Synopsis
Willy, la cinquantaine et illettré, se bat pour la garde de son fils, Kévin,.

## Fiche technique
- Titre original : Perrault, La Fontaine, mon cul !
- Réalisation : Ludovic Boukherma, Zoran Boukherma, Hugo P. Thomas
- Scénario : Ludovic Boukherma, Zoran Boukherma, Hugo P. Thomas
- Musique : Manuel Dedonder
  - Musique préexistante : Daniel Guichard, Gérard Lenorman
- Photographie : Jonas Favre
- Montage : Ludovic Boukherma, Zoran Boukherma, Hugo P. Thomas
- Son : Alexandre Lemaure Esteban
- Société de production : École de la Cité
- Pays de production :  France
- Langue originale : français
- Genre : drame
- Durée : 19 minutes
- Dates de sortie :
  - France : 31 janvier 2015 (Festival international du court métrage de Clermont-Ferrand)

## Distribution
- Marielle Gautier
- Jeanne Gilli : Mamie
- Daniel Vannet : Willy Pruvost
- Axel Vullien : Kevin Pruvost

## Distinctions
- 2015 : Prix étudiant de la jeunesse et le Prix Adami du meilleur comédien au Festival international du court métrage de Clermont-Ferrand.